# Base des Forces canadiennes Winnipeg
La base des Forces canadiennes (BFC) Winnipeg est une base aérienne des Forces canadiennes, adjacente à l'aéroport international de Winnipeg, Manitoba, et utilisant ses installations.

## Histoire
La base fut établie en 1922. Au début, la base servait de dépôt l'hiver pour les unités plus au nord. Cependant, pendant la Seconde Guerre mondiale, elle eut un rôle accru, participant dans le "British Commonwealth Air Training Plan". La base devenait également un important centre de distribution et dépôt.

## Opérations et unités
La base abrite la 17e Escadre, avec qui elle partage son commandant (suivant le modèle "une base = une escadre" des Forces canadiennes). Additionnellement, la base abrite la 1re Division aérienne du Canada, le commandement opérationnel de la Force aérienne du Canada, avec sous son aile les 13 escadres de la force ainsi que les quartiers-généraux de la région canadienne du commandement de la défense aérospatiale de l'Amérique du Nord (NORAD).
La base et son escadre servent de centre d'entrainement pour la force aérienne, par l'entremise des unités suivantes :
- 1re école d'entraînement de vol des Forces canadiennes
- 3e école d'entraînement de vol des Forces canadiennes (les opérations de l'unité sont à Portage la Prairie)
- l'école des études aéronautiques des Forces canadiennes
- l'école de survie et d'entraînement aéromedical des Forces canadiennes
- l'école de météorologie des Forces canadiennes

Elle opère également les escadrons suivant :
- 402e Escadron de soutien "City of Winnipeg" (De Havilland Dash-8)
- 435e Escadron de ravitaillement en vol et recherche et sauvetage "Chinthe"
- 440e Escadron de transport et recherche et sauvetage "Vampire" (basé à Yellowknife)
- 1er Escadron de mouvements aériens (contrôleurs de vols)